# Метода граница
Метода граница представља психофизички поступак за одређивање сензорног прага постепеним повећањем или смањењем величине стимулуса представљеног у дискретним корацима. То јест, стимулус датог интензитета је представљен учеснику; ако се примети, стимулус нижег интензитета се приказује на следећем огледу, све док се стимулус више не може детектовати. Ако се не перципира, приказује се стимулус већег интензитета, све док се стимулус не открије.
Праг је просек вредности стимулуса при којима постоји прелаз детекција-одговор (од да у не, или обрнуто). Алтернативни поступак, метод сталног прилагођавања, омогућава учеснику да континуирано прилагођава стимулус све док он више не може да се перципира.

## Поступак
Калипер је справа којом се мери размак у техници. Улога испитаника јесте да пружи своју десну руку и ослани руку на подлогу. Затим бива дражен на два места на кожи, док у међувремену не гледа руку, концентрише се на осећај на кожи и извештава да ли осећа два убода или само један. Треба да избегава одговор ‘не знам’ и да се труди да извештава о ономе што збиља осећа, а не шта сматра да би требало да осећа.